# III Litewsko-Białoruski Batalion Etapowy
III Litewsko-Białoruski batalion etapowy – oddział wojsk wartowniczych i etapowych w okresie II Rzeczypospolitej pełniący między innymi służbę ochronną na granicy polsko-sowieckiej.

## Formowanie i zmiany organizacyjne
Formowanie batalionu rozpoczęto w 1919. Do batalionu wcielono żołnierzy starszych wiekiem i o słabszej kondycji fizycznej. Oficerowie i podoficerowie nie mieli większego doświadczenia bojowego. Batalion nie posiadał broni ciężkiej, a broń indywidualną żołnierzy stanowiły stare karabiny różnych wzorów z niewielką ilością amunicji. 
Wiosną 1920 batalion podlegał Dowództwu Okręgu Etapowego „Mińsk”. We wrześniu batalion wchodził w skład IVb Brygady Etapowej. Dowództwo baonu stacjonowało w Brześciu Litewskim przy Dowództwie Powiatu Etapowego Brześć, 1. kompania w Małorycie 2. kompania w miejscowości Kostylów, a 3. kompania w Wysokiem Litewskim. Stan baonu wynosił wówczas 5 oficerów i 211 szeregowców . W październiku 1920 zreorganizowano brygady etapowe 4 Armii. Batalion wszedł w podporządkowanie dowódcy IVc Brygady Etapowej.
19 października 1920 Minister Spraw Wojskowych przydzielił batalion, pod względem ewidencyjnym i uzupełnień, do Baonu Zapasowego Wojsk Wartowniczych i Etapowych Nr IV w Łodzi oraz nakazał szefowi Departamentu I MSWojsk. sformowanie 4. kompanii przy Baonie Zapasowym Wojsk Wartowniczych i Etapowych Nr IV, której zadaniem było prowadzenie ewidencji i uzupełnianie baonów etapowych litewsko-białoruskich. Równocześnie zapowiedziano przeformowanie tej kompanii, „w swoim czasie”, w kadrę baonu zapasowego lub jej rozwinięcie w baon zapasowy wojsk wartowniczych i etapowych dla Ekspozytury Dowództwa Okręgu Generalnego Warszawa w Białymstoku.
W lutym 1921 bataliony etapowe przejęły ochronę granicy polsko-rosyjskiej. Początkowo pełniły ją na linii kordonowej, a w maju zostały przesunięte bezpośrednio na linię graniczną z zadaniem zamknięcia wszystkich dróg, przejść i mostów. III Litewsko-białoruski batalion etapowy wcielony został do I Litewsko-białoruskiego batalionu etapowego.

## Obsada personalna
Obsada personalna baonu we wrześniu 1920 :
- dowódca baonu – kpt. Józef Popkowski[a][11]
- adiutant – ppor. Witold Horbaczewski[b]
- dowódca 1 kompanii – por. Neuman
- dowódca 2 kompanii – ppor. Balaszkiewicz
- dowódca 3 kompanii – ppor. Władysław Józef Rola-Wawrzecki[c]